# Lopharcha moriutii
Lopharcha moriutii es una especie de polilla de la familia Tortricidae. Se encuentra en Tailandia y China (Hong Kong).